# Bitwa pod Rohoźną

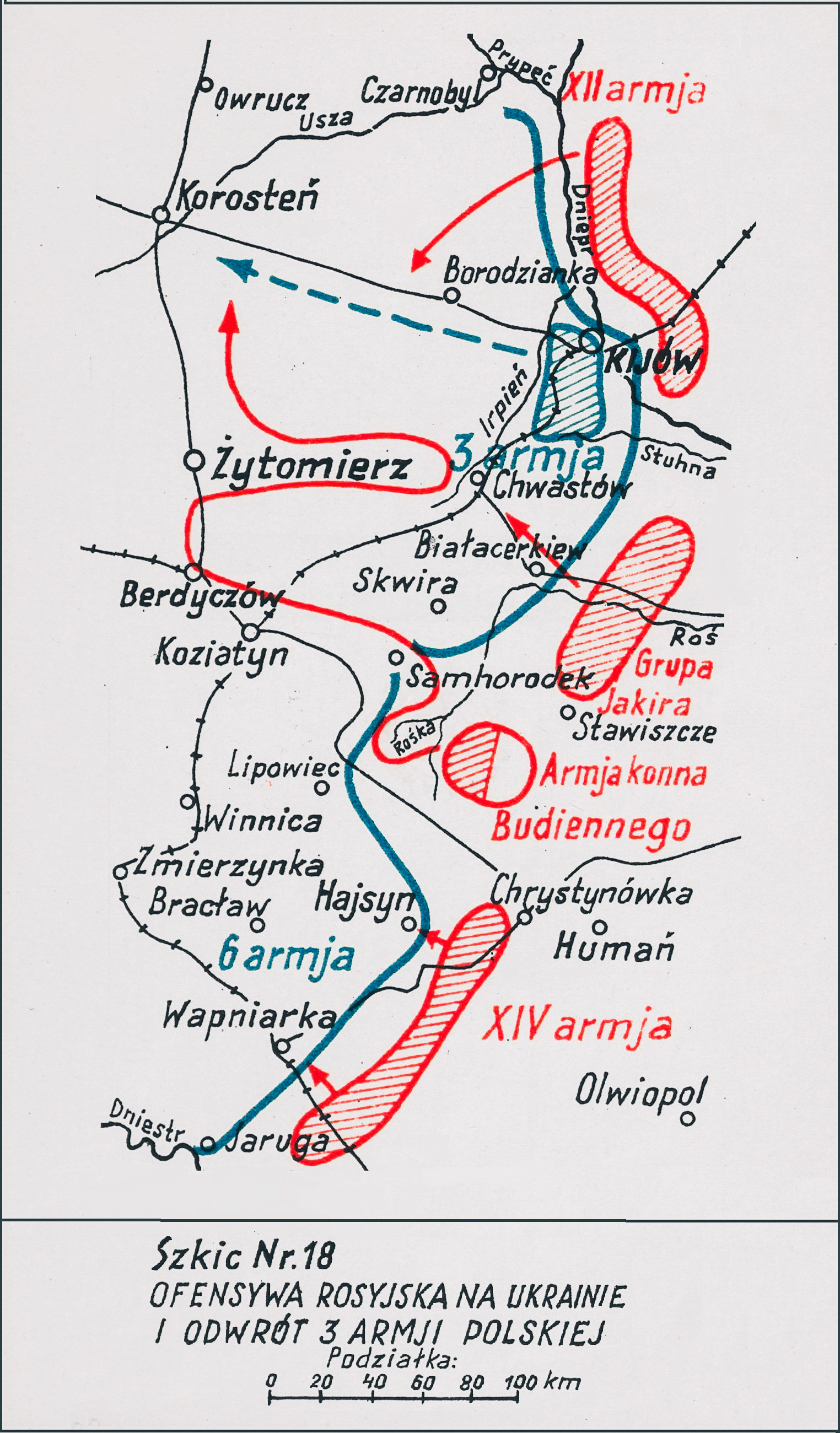
Adam Przybylski,
Wojna Polska 1918–1921

Bitwa pod Rohoźną – walki polskiej Dywizji Jazdy gen. Aleksandra Karnickiego z oddziałami sowieckich 4. i 14 Dywizji Kawalerii, ze składu 1 Armii Konnej Siemiona Budionnego, toczone w okresie ofensywy Frontu Południowo-Zachodniego w czasie wojny polsko-bolszewickiej.

## Geneza
Po spektakularnym sukcesie wojsk polskich na Ukrainie i zajęciu 7 maja 1920 Kijowa, front ustabilizował się na linii od Prypeci, wzdłuż Dniepru, przez Białą Cerkiew, Skwirę, Lipowiec, Bracław, Wapniarkę do Jarugi nad Dniestrem.
Armia Czerwona wykorzystała okres zastoju na reorganizację sił i przygotowanie ofensywy. W rejon działań przybyła 1 Armia Konna Siemiona Budionnego. 26 maja rozpoczęła się sowiecka ofensywa na Ukrainie. Przed frontem sowieckiej Konnej Armii stały polskie 15 i 7 Dywizja Piechoty, a na przedpolu tej ostatniej w obszarze Pustowarowa - Dywizja Jazdy gen. Aleksandra Karnickiego. Po odparciu pierwszego natarcia wojsk Budionnego dowódca Frontu Ukraińskiego postanowił rozbić wycofującą się spod Lipowca sowiecką kawalerię uderzeniem polskiej dywizji jazdy, przy współudziale 27 pułku piechoty działającego ze Skwiry.

## Walczące wojska
| Jednostka                        | Dowódca                  | Podporządkowanie |
| Wojsko Polskie                   |                          |                  |
| Dywizja Jazdy                    | gen. Aleksander Karnicki | 2 Armia          |
| ⇒ 4 Brygada Jazdy                |                          | Dywizja Jazdy    |
| → 9 pułk ułanów                  | Józef Dunin-Borkowski    |                  |
| → 14 pułk ułanów                 | mjr Konstanty Plisowski  |                  |
| ⇒ 5 Brygada Jazdy                |                          |                  |
| ⇒ artyleria                      |                          |                  |
| → 4 dywizjon artylerii konnej    | rtm. Belina-Prażmowski   |                  |
| → 1/5 dywizjonu artylerii konnej |                          |                  |
| → 3/7 dywizjonu artylerii konnej |                          |                  |
| Armia Czerwona                   |                          |                  |
| 1 Armia Konna                    | komarm Siemion Budionny  | Front Płd. Zach. |
| ⇒ 4 Dywizja Kawalerii            |                          |                  |
| ⇒ 14 Dywizja Kawalerii           |                          |                  |

## Walki pod Rohoźną
Spodziewając się uderzenia 1 Armii Konnej na Białą Cerkiew, dowódca 2 Armii gen. Antoni Listowski wydał 27 maja 1920 rozkaz przesunięcia Dywizji Jazdy do rejonu Bereźno - Wołodarka – Parchamówka. 29 maja dywizja zakończyła koncentrację pod Bereźnem – Michajłówką i do końca miesiąca prowadziła rozpoznanie oraz walki z nadciągającymi oddziałami Budionnego, odciążając tym samym atakowane przez 1 Armię Konną lewe skrzydło 13 Dywizji Piechoty.

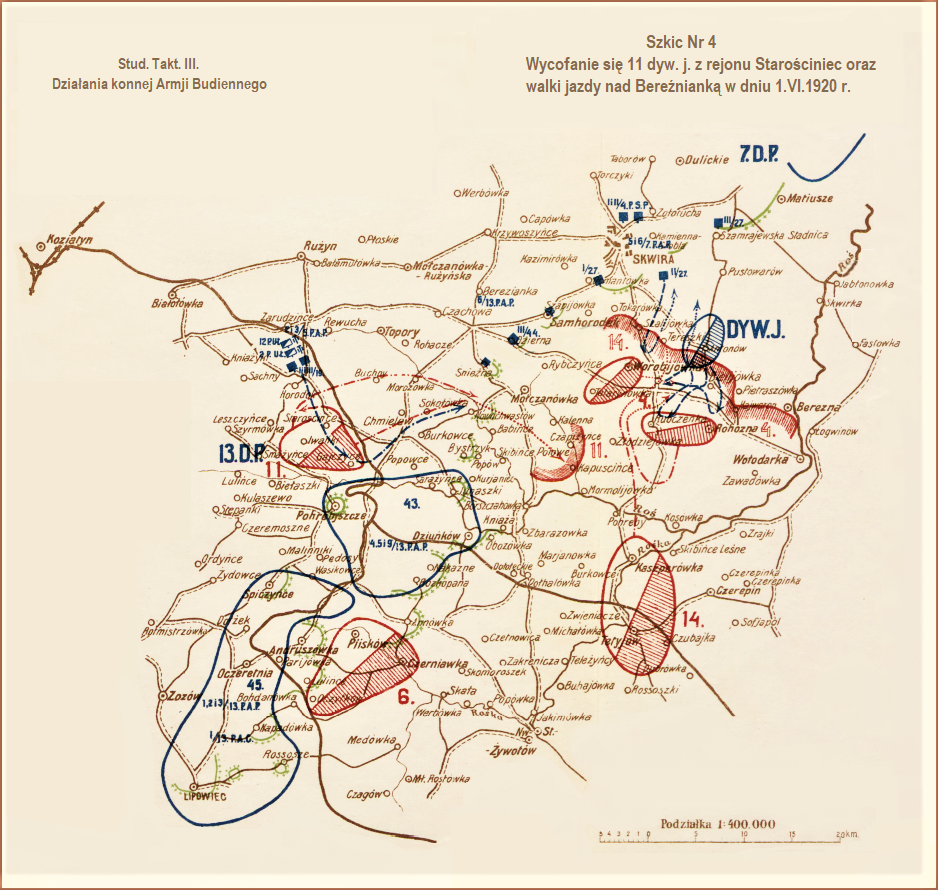
Mieczysław Biernacki
Działania Armji konnej Budiennego…

31 maja rozpoznanie ustaliło, że sowiecka kawaleria odchodzi na wschód, a w rejonie Rohoźnej ześrodkowują się oddziały 4 i 14 DK z 1 Armii Konnej Siemiona Budionnego. Dowódca Dywizji Jazdy gen. Aleksander Karnicki postanowił zaatakować sowieckie zgrupowanie. Nocą z 31 maja na 1 czerwca dywizja ruszyła w kierunku na Antonów - Bielijówkę. W awangardzie szedł 14 pułk ułanów z 1 baterią 4 dywizjonu artylerii konnej.
Przeciwnik zaniedbał wystawienia ubezpieczeń, dlatego polska Dywizja Jazdy bez przeszkód zajęła podstawy wyjściowe do natarcia. Czołowo na Rohoźną miał nacierać spieszony 16 pułk ułanów i szwadron 1 pułku ułanów. Na lewym skrzydle tyraliery stanął w szyku konnym 8 pułk ułanów, który miał uniemożliwić pobitemu przeciwnikowi wycofanie się do Wołodarki. 9 pułk ułanów miał obejść miejscowość i uderzyć od południowego zachodu. Zadaniem 14 pułku ułanów było wykonać uderzenie pomocnicze (demonstracyjne) na Pietraszówkę – Hajworon. W odwodzie pozostał 1 pułk ułanów (bez jednego szwadronu) i 2 pułk szwoleżerów. Artyleria zajęła stanowiska ogniowe około półtora km na północ od Rohoźnej, przy drodze z Bielijówki.
O 4.00 bitwę rozpoczął 14 pułk ułanów. Jego ugrupowanie zostało ostrzelane przez Kozaków stojących w Hajworonie. Na odgłos strzelaniny polskie baterie rozpoczęły ogniowe przygotowanie ataku, a chwilę później 16 pułk ułanów ze szwadronem 1 p.uł. ruszyły do natarcia.
Zaskoczeni Sowieci zaczęli wycofywać się w nieładzie, szukając schronienia za wzgórzami na południe od Rohoźnej. Rozmieszczona na zachodnim skraju wsi sowiecka bateria została zmuszona do zaprzestania ognia przez 2 baterię 4 dywizjonu artylerii konnej i 1 baterię 5 dak. Około 5.00 opanowano Rohoźną i Hajworon, jednak 9 pułk ułanów utknął w bagnach i przybył na pole bitwy z dużym opóźnieniem, w wyniku czego Sowieci wycofali się bez większych strat. Po uporządkowania oddziałów oddziały polskie ruszyły do pościgu, a pod Rudym Siołem powtórnie nawiązano styczność ogniową z nieprzyjacielem.
Około 7.00 dowódca DJ gen. Karnicki otrzymał od dowódcy 2 Armii przesłany „przez lotnika” nowy rozkaz bojowy. W związku z przerwaniem polskiego frontu pod Bystrykiem, gen. Listowski nakazywał Dywizji Jazdy przerwać walkę, oderwać się od nieprzyjaciela i uderzyć wszystkimi siłami na skrzydło i tyły skoncentrowanych w rejonie Nowochwastowa oddziałów Budionnego. Kiedy oddziały polskie przerwały natarcie i rozpoczęły marsz w kierunku Nowochwastowa, Sowieci przystąpili do natarcia. Idący w ariergardzie 9 pułk ułanów parokrotnie odpierał kozackie szarże, wspierane przez dwa samochody pancerne i liczne taczanki. Przed 10.00 nieprzyjaciel zaatakował, obsadzoną przez pieszy szwadron 1 pułku ułanów oraz dywizjon 9 pułku ułanów z 1 baterią 4 dywizjonu artylerii konnej, Bielijówkę. Pierwszy atak Polacy odparli kontratakiem dywizjonu 9 p.uł. Kolejne sowieckie natarcie całej brygady kawalerii odrzuciło polski kontratak, a w ręce Kozaków dostały się działa 1 baterii 4 dak. Sytuację uratowały I dywizjon 9 p.uł. i dywizjon 14 p.uł. por. Masalskiego, które nadciągnęły z Hajworona, szarżą na skrzydło nieprzyjaciela załamały jego uderzenie i odzyskały utracone działa. Przewaga liczebna Sowietów była jednak na tyle wyraźna, że zaczęli oni oskrzydlać polskie stanowiska. Dopiero pojawienia się na polu bitwy 2 pułku szwoleżerów spowodowało, że Kozacy zmuszeni zostali do odwrotu. 
W południe między Bielijówką i Antonowem zgrupowała się cała Dywizja Jazdy. W tym czasie kolumny kawalerii Budionnego zaczęły oskrzydlać dywizję od północy. Dowódca dywizji zarządził odwrót. Sowieci za Antonowem ponownie zaatakowali maszerujące polskie kolumny. Ułani wielokrotnie szarżami powstrzymywali Kozaków, którzy zawsze wycofywali się, nie przyjmując walki wręcz. Artyleria polska uszkodziła jeden z samochodów pancernych, a drugi zmusiła do odwrotu. Około 16.00 walkę przerwała gwałtowna burza, a polska dywizja wycofała się przez Szamrajówkę do obszaru Piszczyki – Drozdy.

## Bilans walk
Porażka pod Rohoźną udaremniła plan gen. Antoniego Listowskiego pobicia 1 Armii Konnej częściami. 1 Dywizja Jazdy straciła ponad 120 poległych i rannych oraz około 200 koni. Na skutek wyczerpywania się zapasów amunicji oraz zmęczenia ludzi i koni dywizja nie była zdolna do kontynuowania walki. 